# 松崎和紙
松崎和紙（まつさきわし、まっさきわし）、松崎紙（まっさきがみ）は、長野県大町市で生産されている和紙。

## 歴史
1042年（長久3年）に、仁科神明宮の祭礼時に作られ、楮や楡を原料とし奉納されたのが始まりとされる。冬期に一般家庭や農家の副業として発展した。

## 原料・用途
農具川の水を利用し、原料の楮にヒイラギや紅葉の葉を漉き込んだ「木の葉ずき」の工法を特徴としている。1966年（昭和41年）には伊勢神宮へ奉納されており、近年では和紙として販売されている他、葉書、封筒、人形、お盆などの紙工芸品として利用されている。また大町市のふるさと納税の地場産品としての返礼品にもなっている。
1877年（明治10年）には社村に「紙漉を業とする者」が150人いたといわれるが、1966年以降は「信州松崎和紙」一軒を残すのみとなっている。同社では予約制で和紙の手作り体験教室を開催している。

## 交通アクセス
公共交通機関
JR大糸線・信濃大町駅から徒歩10ないし15分間。
自家用自動車
長野自動車道・安曇野インターチェンジから30キロメートル、自動車で40分間。または上信越自動車道・長野インターチェンジから48キロメートル、自動車で65分間。